# جيمس ويلسون (عداء مسافات طويلة)
جيمس ويلسون (بالإنجليزية: James Wilson)‏ (و. 1891 – 1973 م) هو عداء مسافات طويلة، ومنافس ألعاب قوى من المملكة المتحدة، والمملكة المتحدة لبريطانيا العظمى وأيرلندا، ولد في وندزر، بيركشاير، شارك في الألعاب الأولمبية الصيفية 1920، توفي عن عمر يناهز 82 عاماً.

## روابط خارجية
- جيمس ويلسون على موقع أوليمبيديا (الإنجليزية)
- جيمس ويلسون على موقع اللجنة الأولمبية البريطانية (الإنجليزية)